# WTA Finals 2022 - Đôi
Barbora Krejčíková và Kateřina Siniaková là đương kim vô địch, nhưng thua trong trận chung kết trước Veronika Kudermetova và Elise Mertens, 2–6, 6–4, [9–11].
Siniaková, Coco Gauff và Kudermetova cạnh tranh vị trí số 1 bảng xếp hạng đôi cuối năm khi giải đấu bắt đầu. Siniaková giành vị trí số 1 cuối năm sau khi thắng hai trận đấu vòng bảng.

## Hạt giống
1. Barbora Krejčíková /  Kateřina Siniaková (Chung kết)
2. Gabriela Dabrowski /  Giuliana Olmos (Vòng bảng)
3. Coco Gauff /  Jessica Pegula (Vòng bảng)
4. Veronika Kudermetova /  Elise Mertens (Vô địch)
5. Lyudmyla Kichenok /  Jeļena Ostapenko (Bán kết)
6. Xu Yifan /  Yang Zhaoxuan (Vòng bảng)
7. Anna Danilina /  Beatriz Haddad Maia (Vòng bảng)
8. Desirae Krawczyk /  Demi Schuurs (Bán kết)

## Thay thế
1. Nicole Melichar-Martinez /  Ellen Perez (Không thi đấu)
2. Caroline Garcia /  Kristina Mladenovic (Không thi đấu)

## Kết quả

### Từ viết tắt
| - Q = Vòng loại - WC = Đặc cách - LL = Thua cuộc may mắn - Alt = Thay thế - SE = Miễn đặc biệt | - PR = Bảo toàn thứ hạng - w/o = Thắng nhờ đối thủ rút lui trước trận đấu - r = Bỏ cuộc giữa trận đấu - d = Bị xử thua - SR = Xếp hạng đặc biệt |

### Chung kết
|  | Bán kết | Bán kết                               | Bán kết | Bán kết                              | Bán kết |   |                                       | Chung kết | Chung kết | Chung kết | Chung kết | Chung kết |  |
|  |         |                                       |         |                                      |         |   |                                       |           |           |           |           |           |  |
|  | 1       | Barbora Krejčíková Kateřina Siniaková | 7       | 6                                    |         |   |                                       |           |           |           |           |           |  |
|  | 1       | Barbora Krejčíková Kateřina Siniaková | 7       | 6                                    |         |   |                                       |           |           |           |           |           |  |
|  | 5       | Lyudmyla Kichenok Jeļena Ostapenko    | 65      | 2                                    |         |   |                                       |           |           |           |           |           |  |
|  | 5       | Lyudmyla Kichenok Jeļena Ostapenko    | 65      | 2                                    |         | 1 | Barbora Krejčíková Kateřina Siniaková | 2         | 6         | [9]       |           |           |  |
|  |         |                                       |         |                                      |         | 1 | Barbora Krejčíková Kateřina Siniaková | 2         | 6         | [9]       |           |           |  |
|  |         |                                       | 4       | Veronika Kudermetova · Elise Mertens | 6       | 4 | [11]                                  |           |           |           |           |           |  |
|  | 4       | Veronika Kudermetova · Elise Mertens  | 4       | Veronika Kudermetova · Elise Mertens | 6       | 4 | [11]                                  | 6         | 6         |           |           |           |  |
|  | 4       | Veronika Kudermetova · Elise Mertens  |         |                                      |         |   |                                       |           |           |           |           |           |  |
|  | 8       | Desirae Krawczyk Demi Schuurs         | 1       | 1                                    |         |   |                                       |           |           |           |           |           |  |

### Bảng Rosie Casals
|   |                                       | Krejčíková Siniaková | Gauff Pegula     | Xu Yang          | Krawczyk Schuurs | RR T–B | Set T–B    | Game T–B    | Xếp hạng |
| 1 | Barbora Krejčíková Kateřina Siniaková |                      | 6–2, 6–1         | 6–3, 6–3         | 6–4, 6–3         | 3–0    | 6–0 (100%) | 36–16 (69%) | 1        |
| 3 | Coco Gauff Jessica Pegula             | 2–6, 1–6             |                  | 4–6, 6–4, [7–10] | 6–3, 0–6, [5–10] | 0–3    | 2–6 (25%)  | 19–33 (37%) | 4        |
| 6 | Xu Yifan Yang Zhaoxuan                | 3–6, 3–6             | 6–4, 4–6, [10–7] |                  | 6–7(2–7), 3–6    | 1–2    | 2–5 (29%)  | 26–35 (43%) | 3        |
| 8 | Desirae Krawczyk Demi Schuurs         | 4–6, 3–6             | 3–6, 6–0, [10–5] | 7–6(7–2), 6–3    |                  | 2–1    | 4–3 (57%)  | 30–27 (53%) | 2        |

### Bảng Pam Shriver
|   |                                      | Dabrowski Olmos        | Kudermetova · Mertens | Kichenok Ostapenko     | Danilina Haddad Maia  | RR T–B | Set T–B   | Game T–B    | Xếp hạng |
| 2 | Gabriela Dabrowski Giuliana Olmos    |                        | 6–7(5–7), 2–6         | 7–6(7–5), 2–6, [12–10] | 5–7, 0–6              | 1–2    | 2–5 (29%) | 23–38 (38%) | 4        |
| 4 | Veronika Kudermetova · Elise Mertens | 7–6(7–5), 6–2          |                       | 3–6, 6–1, [10–6]       | 6–4, 6–3              | 3–0    | 6–1 (86%) | 35–22 (61%) | 1        |
| 5 | Lyudmyla Kichenok Jeļena Ostapenko   | 6–7(5–7), 6–2, [10–12] | 6–3, 1–6, [6–10]      |                        | 6–7(7–9), 6–4, [10–8] | 1–2    | 4–5 (44%) | 32–31 (51%) | 2        |
| 7 | Anna Danilina Beatriz Haddad Maia    | 7–5, 6–0               | 4–6, 3–6              | 7–6(9–7), 4–6, [8–10]  |                       | 1–2    | 3–4 (43%) | 31–30 (51%) | 3        |

Tiêu chí xếp hạng: 1. Số trận thắng; 2. Số trận; 3. Trong 2 tay vợt đồng hạng, kết quả đối đầu; 4. Trong 3 tay vợt đồng hạng, (a) tỉ lệ % set thắng (kết quả đối đầu nếu 2 tay vợt vẫn đồng hạng), sau đó (b) tỉ lệ % game thắng (kết quả đối đầu nếu 2 tay vợt vẫn đồng hạng), sau đó (c) Xếp hạng WTA.